# Cámara de Representantes de Míchigan
La Cámara de Representantes de Míchigan es la cámara baja de la Legislatura del estado de Míchigan, Estados Unidos de América. Está compuesta por 110 representantes, cada uno de los cuales es elegido en distritos que tienen aproximadamente de 77.000 a 91.000 residentes, basados en cálculos demográficos de la Oficina del Censo de los Estados Unidos. Los representantes son elegidos en años pares para mandatos de 2 años, y toman posesión del cargo durante el primer día de enero después de la elección. Cada Representante está limitado a servir en un máximo de tres mandatos.

## Composición
La actual composición de los partidos en la Cámara de Representantes es:
| Partido | Partido             | Miembros |
|         | Partido Republicano | 57       |
|         | Partido Demócrata   | 53       |
|         | Escaños vacantes    | 0        |
| Total   | Total               | 110      |
| Mayoría | Mayoría             | 6        |

## Líderes
- Portavoz de la Cámara: Andy Dillon, de Redford (D-17)
- Portavoz de la mayoría: Steve Tobocman, de Detroit (D-12)
- Líder de la minoría: Craig DeRoche, de Novi (R-38)

## Miembros de la Cámara de Representantes de Míchigan
| Distrito | Representante        | Partido     | Condado(s)                                                      | Mandato |
| -------- | -------------------- | ----------- | --------------------------------------------------------------- | ------- |
| 1        | Edward Gaffney       | Republicano | Wayne                                                           | 3º      |
| 2        | Lamar Lemmons, Jr.   | Demócrata   | Wayne                                                           | 2.º     |
| 3        | Bettie Cook Scott    | Demócrata   | Wayne                                                           | 1.º     |
| 4        | Coleman Young II     | Demócrata   | Wayne                                                           | 1.º     |
| 5        | Bert Johnson         | Demócrata   | Wayne                                                           | 1.º     |
| 6        | Marsha Cheeks        | Demócrata   | Wayne                                                           | 3.º     |
| 7        | Virgil Smith         | Demócrata   | Wayne                                                           | 3.º     |
| 8        | George Cushingberry  | Demócrata   | Wayne                                                           | 2.º     |
| 9        | Shanelle Jackson     | Demócrata   | Wayne                                                           | 1.º     |
| 10       | Gabe Leland          | Demócrata   | Wayne                                                           | 2.º     |
| 11       | Morris Hood III      | Demócrata   | Wayne                                                           | 3.º     |
| 12       | Steve Tobocman       | Demócrata   | Wayne                                                           | 3.º     |
| 13       | Barbara Farrah       | Demócrata   | Wayne                                                           | 3.º     |
| 14       | Ed Clemente          | Demócrata   | Wayne                                                           | 2.º     |
| 15       | Gino Polidori        | Demócrata   | Wayne                                                           | 2.º     |
| 16       | Bob Constan          | Demócrata   | Wayne                                                           | 1.º     |
| 17       | Andy Dillon          | Demócrata   | Wayne                                                           | 2º      |
| 18       | Richard LeBlanc      | Demócrata   | Wayne                                                           | 1.º     |
| 19       | John Pastor          | Republicano | Wayne                                                           | 3.º     |
| 20       | Marc Corriveau       | Demócrata   | Wayne                                                           | 1º      |
| 21       | Philip LaJoy         | Republicano | Wayne                                                           | 3º      |
| 22       | Hoon-Yung Hopgood    | Demócrata   | Wayne                                                           | 3.º     |
| 23       | Kathleen Law         | Demócrata   | Wayne                                                           | 3.º     |
| 24       | Jack Brandenburg     | Republicano | Macomb                                                          | 3º      |
| 25       | Steve Bieda          | Demócrata   | Macomb                                                          | 3.º     |
| 26       | Marie Donigan        | Demócrata   | Oakland                                                         | 2º      |
| 27       | Andy Meisner         | Demócrata   | Oakland                                                         | 3.º     |
| 28       | Lisa Wojno           | Demócrata   | Macomb                                                          | 3.º     |
| 29       | Tim Melton           | Demócrata   | Oakland                                                         | 1º      |
| 30       | Tory Rocca           | Republicano | Macomb                                                          | 2º      |
| 31       | Fred Miller          | Demócrata   | Macomb                                                          | 2º      |
| 32       | Daniel Acciavatti    | Republicano | Macomb, St. Clair                                               | 3º      |
| 33       | Kim Meltzer          | Republicano | Macomb                                                          | 1º      |
| 34       | Brenda Clack         | Demócrata   | Genesee                                                         | 3º      |
| 35       | Paul Condino         | Demócrata   | Oakland                                                         | 3º      |
| 36       | Brian Palmer         | Republicano | Oakland                                                         | 3.º     |
| 37       | Aldo Vagnozzi        | Demócrata   | Oakland                                                         | 3º      |
| 38       | Craig DeRoche        | Republicano | Oakland                                                         | 3º      |
| 39       | David Law            | Republicano | Oakland                                                         | 2º      |
| 40       | Chuck Moss           | Republicano | Oakland                                                         | 1.º     |
| 41       | Marty Knollenberg    | Republicano | Oakland                                                         | 1º      |
| 42       | Frank Accavitti, Jr. | Demócrata   | Macomb                                                          | 3.º     |
| 43       | Fran Amos            | Republicano | Oakland                                                         | 3.º     |
| 44       | John Stakoe          | Republicano | Oakland                                                         | 3.º     |
| 45       | John Garfield        | Republicano | Oakland                                                         | 3.º     |
| 46       | James Marleau        | Republicano | Oakland                                                         | 2º      |
| 47       | Joe Hune             | Republicano | Livingston                                                      | 3º      |
| 48       | Richard Hammel       | Demócrata   | Genesee                                                         | 1.º     |
| 49       | Lee Gonzales         | Demócrata   | Genesee                                                         | 2º      |
| 50       | Ted Hammon           | Demócrata   | Genesee                                                         | 1º      |
| 51       | David Robertson      | Republicano | Genesee                                                         | 3º      |
| 52       | Pam Byrnes           | Demócrata   | Washtenaw                                                       | 2.º     |
| 53       | Rebekah Warren       | Demócrata   | Washtenaw                                                       | 1º      |
| 54       | Alma Smith           | Demócrata   | Washtenaw                                                       | 2º      |
| 55       | Kathy Angerer        | Demócrata   | Monroe, Washtenaw                                               | 2º      |
| 56       | Kate Ebli            | Demócrata   | Monroe                                                          | 1º      |
| 57       | Dudley Spade         | Demócrata   | Lenawee                                                         | 2º      |
| 58       | Bruce Caswell        | Republicano | Branch, Hillsdale                                               | 3º      |
| 59       | Rick Shaffer         | Republicano | Cass, St. Joseph                                                | 3º      |
| 60       | Robert Jones         | Demócrata   | Kalamazoo                                                       | 1º      |
| 61       | Jacob Hoogendyk      | Republicano | Kalamazoo                                                       | 3º      |
| 62       | Mike Nofs            | Republicano | Calhoun                                                         | 3º      |
| 63       | Lorence Wenke        | Republicano | Calhoun, Kalamazoo                                              | 3º      |
| 64       | Martin Griffin       | Demócrata   | Jackson                                                         | 1º      |
| 65       | Mike Simpson         | Demócrata   | Eaton, Jackson, Lenawee                                         | 1º      |
| 66       | Chris Ward           | Republicano | Livingston, Oakland                                             | 3º      |
| 67       | Barb Byrum           | Demócrata   | Ingham                                                          | 1.º     |
| 68       | Joan Bauer           | Demócrata   | Ingham                                                          | 1º      |
| 69       | Mark Meadows         | Demócrata   | Ingham                                                          | 1º      |
| 70       | Judy Emmons          | Republicano | Ionia, Montcalm                                                 | 3º      |
| 71       | Rick Jones           | Republicano | Eaton                                                           | 2º      |
| 72       | Glenn Steil Jr.      | Republicano | Kent                                                            | 3º      |
| 73       | Tom Pearce           | Republicano | Kent                                                            | 2.º     |
| 74       | David Agema          | Republicano | Kent, Ottawa                                                    | 1º      |
| 75       | Robert Dean          | Demócrata   | Kent                                                            | 1º      |
| 76       | Michael Sak          | Demócrata   | Kent                                                            | 3º      |
| 77       | Kevin Green          | Republicano | Kent                                                            | 2.º     |
| 78       | Neal Nitz            | Republicano | Berrien, Cass                                                   | 3º      |
| 79       | John Proos           | Republicano | Berrien                                                         | 2º      |
| 80       | Tonya Schuitmaker    | Republicano | Allegan, Van Buren                                              | 2º      |
| 81       | Philip Pavlov        | Republicano | St. Clair                                                       | 2º      |
| 82       | John Stahl           | Republicano | Lapeer                                                          | 3º      |
| 83       | John Espinoza        | Demócrata   | Sanilac, St. Clair                                              | 2º      |
| 84       | Terry Brown          | Demócrata   | Huron, Tuscola                                                  | 1º      |
| 85       | Richard Ball         | Republicano | Clinton, Shiawassee                                             | 2º      |
| 86       | Dave Hildenbrand     | Republicano | Kent                                                            | 2º      |
| 87       | Brian Calley         | Republicano | Barry, Ionia                                                    | 1º      |
| 88       | Fulton Sheen         | Republicano | Allegan                                                         | 3º      |
| 89       | Arlan Meekhof        | Republicano | Ottawa                                                          | 1º      |
| 90       | Bill Huizenga        | Republicano | Ottawa                                                          | 3º      |
| 91       | Mary Valentine       | Demócrata   | Muskegon, Ottawa                                                | 1º      |
| 92       | Doug Bennett         | Demócrata   | Muskegon                                                        | 2º      |
| 93       | Paul Opsommer        | Republicano | Clinton, Gratiot                                                | 1º      |
| 94       | Kenneth Horn         | Republicano | Saginaw                                                         | 1º      |
| 95       | Andy Coulouris       | Demócrata   | Saginaw                                                         | 1º      |
| 96       | Jeff Mayes           | Demócrata   | Bay                                                             | 2º      |
| 97       | Tim Moore            | Republicano | Arenac, Bay, Clare, Gladwin                                     | 2º      |
| 98       | John Moolenaar       | Republicano | Midland, Saginaw                                                | 3º      |
| 99       | Bill Caul            | Republicano | Isabella, Midland                                               | 2º      |
| 100      | Geoff Hansen         | Republicano | Lake, Newaygo, Oceana                                           | 2º      |
| 101      | David Palsrok        | Republicano | Benzie, Leelanau, Manistee, Mason                               | 3º      |
| 102      | Darwin Booher        | Republicano | Mecosta, Osceola, Wexford                                       | 2º      |
| 103      | Joel Sheltrown       | Demócrata   | Iosco, Missaukee, Ogemaw, Roscommon                             | 2º      |
| 104      | Howard Walker        | Republicano | Grand Traverse, Kalkaska                                        | 3º      |
| 105      | Kevin Elsenheimer    | Republicano | Antrim, Charlevoix, Cheboygan, Otsego                           | 2º      |
| 106      | Matthew Gillard      | Demócrata   | Alcona, Alpena, Crawford, Montmorency, Oscoda, Presque Isle     | 3º      |
| 107      | Gary McDowell        | Demócrata   | Cheboygan, Chippewa, Emmet, Mackinac                            | 2º      |
| 108      | Tom Casperson        | Republicano | Delta, Dickinson, Menominee                                     | 3º      |
| 109      | Steve Lindberg       | Demócrata   | Alger, Luce, Marquette, Schoolcraft                             | 1º      |
| 110      | Michael Lahti        | Demócrata   | Baraga, Gogebic, Houghton, Iron, Keweenaw, Marquette, Ontonagon | 1º      |